# أحمد الملا (شاعر)
أحمد الملا شاعر وسينمائي سعودي، ولد في الأحساء عام 1961م، ويعد أحد رواد صناعة السينما في المملكة العربية السعودية بتأسيس وإدارة (مهرجان أفلام السعودية) الذي انطلق في نسخته الأولى عام 2008. ورأس مبادرة مركز الأرشيف الوطني للأفلام في السعودية.

## العمل والمناصب
2008: تأسيس وإدارة مهرجان أفلام السعودية.
2013 - 2017: عين مديرا لفرع جمعية الثقافة والفنون بالدمام. وقام في فترة إدارته للجمعية بإنشاء (بيت الموسيقى)، و (بيت السينما).
2019: رئيساً لمبادرة الأرشيف الوطني للأفلام في السعودية بقرار من الأمير بدر بن عبد الله بن فرحان آل سعود وزير الثقافة.

## أعماله
| السنة | اسم العمل       | النوع           | المهنة             | اخراج            | انتاج                                       |
| ----- | --------------- | --------------- | ------------------ | ---------------- | ------------------------------------------- |
| 1995  | الحقيبة السوداء | فيلم روائي طويل | قصة وسيناريو       | حسن الصيفي       | وليم رزق وأفلام كمال صلاح الدين             |
| 1996  | النشال          | فيلم روائي طويل | قصة وسيناريو       | محمود فريدو      | عبد الرحيم يزدي                             |
| 1998  | اقتلني من فضلك  | فيلم روائي طويل | قصة                | حسن الصيفي       | أفلام النسر العربي وعاطف رزق                |
| 1999  | شقاوة رجالة     | فيلم روائي طويل | مؤلف               | حسام الدين مصطفى | أفلام رشدي أباظة ومحمود المردنلى            |
| 1999  | اجازة بالعافية  | فيلم روائي طويل | قصة وسيناريو وحوار | نجدي حافظ        | سيد علي وأفلام حسن حامد وأفلام النسر العربي |
| 2001  | ايدك عن مراتي   | فيلم روائي طويل | حوار               | رضا ميسر         | نزيه العكرمي ووئام الصعيدي                  |
| 2002  | يوم واحد عسل    | فيلم روائي طويل | قصة وسيناريو وحوار | أحمد فؤاد        | أفلام النسر العربي                          |
| 2005  | حياة خطرة       | فيلم روائي طويل | قصة وسيناريو وحوار | أحمد فؤاد        | حسن حامد ومحمد توفيق وفكري الجوهري          |
| 2009  | أحضان الخوف     | فيلم روائي طويل | مؤلف               | عبد المنعم شكري  | أفلام سماحة والدولية للإنتاج الفني          |
| مصادر |                 |                 |                    |                  |                                             |

## دواوين
- (ظل يتقصف) صدر عن المؤسسة العربية للدراسات عام 1995.[10]
- (خفيف ومائل كنسيان) صدر دار الجديد عام 1997.[11]
- (سهم يهمس باسمي) صدر عن دار الكوكب ورياض الريس عام 2005.[12]
- (تمارين الوحش) صدر عن دار الغاوون عام 2010.[13]
- (كتبتنا البنات)[14] صدر عن نادي الرياض الأدبي والمركز الثقافي العربي عام 2013.[15]
- (علامة فارقة) صدر عن دار مسعى للنشر والتوزيع عام 2014.[16]
- (الهواء طويل وقصيرة هي الأرض) صدر عام 2014.[17]
- (ما أجمل أخطائي) صدر عن دار مسارات عام 2016.[18]
- (حفرةٌ على مقاسي) صدر في مارس 2017.[19]
- (حسن السبع) صدر في نوفمبر 2017.[20]
- (إياك أن يموت قبلك) صدر عن دار منشورات المتوسط 2018.[21][22]
- (فهرس الخراب) صدر في يناير 2020.[23]

## جوائز
2015: فاز بجائزة الشاعر محمد الثبيتي للإبداع في دورتها الثانية.